# Ресістенсія
Ресісте́нсія (ісп. Resistencia pronounced: [resisˈtensja] ( прослухати) — досл. «Опір») — місто в Аргентині, столиця провінції Чако та центр її департаменту Сан-Фернандо. Місто розташоване на березі річки Парана, навпроти міста Коррієнтес однойменної провінції, за 1000 км від Буенос-Айреса. Населення міста згідно з переписом 2010 року становило 290 тис. мешканців.

## Історія

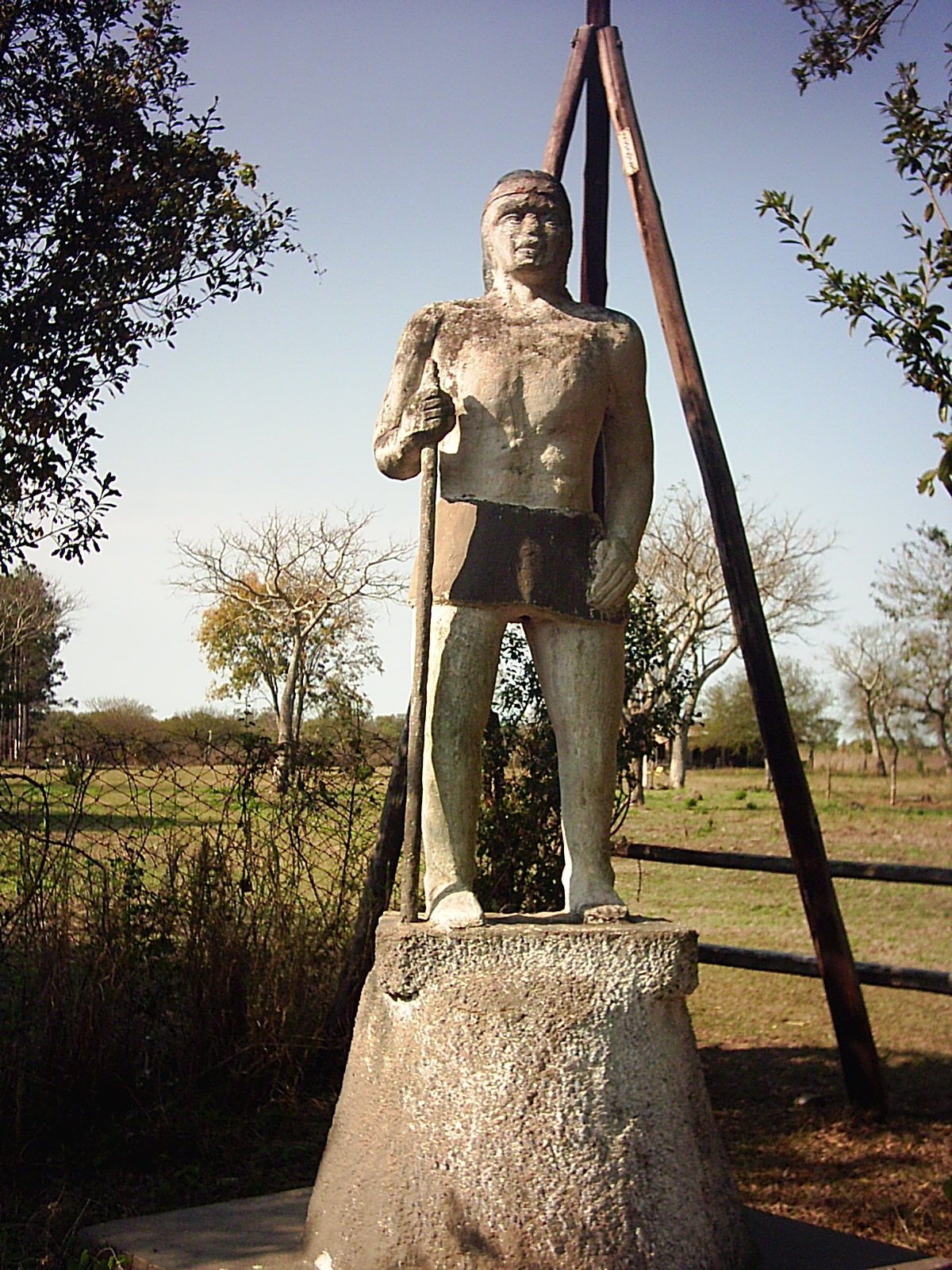
Статуя індійського лідера Леонсіто

До приходу іспанців землі, де зараз знаходиться Ресістенсія, були заселені індіанцями племен абіпони, мокові і тоба.
Колонія Ресістенсія була збудована на місці, де була резервація індіанців-абіпонів Сан-Фернандо-дель-Ріо-Негро, яка існувала у 1750—1767 роках. 1875 року було видано декрет про створення Ресістенсії. Заселення міста почалося 27 січня 1878 року. Ця дата вважається офіційним днем заснування міста. 2 лютого до міста прибули перші фріульські емігранти, які збудували значну частину провінції і міста. Цей день також відзначають, хоча подія не мала важливого історичного значення.
1953 року статус Чако було підвищено з національної території до провінції, а Ресістенсія стала її столицею.
3 липня 1939 року папа Пій XII відокремив єпархію Ресістенсія від єпархії Санта-Фе, частиною якої вона раніше була. 1 квітня 1984 року папа Іван-Павло II надав єпархії статус архієпископства.

## Економіка

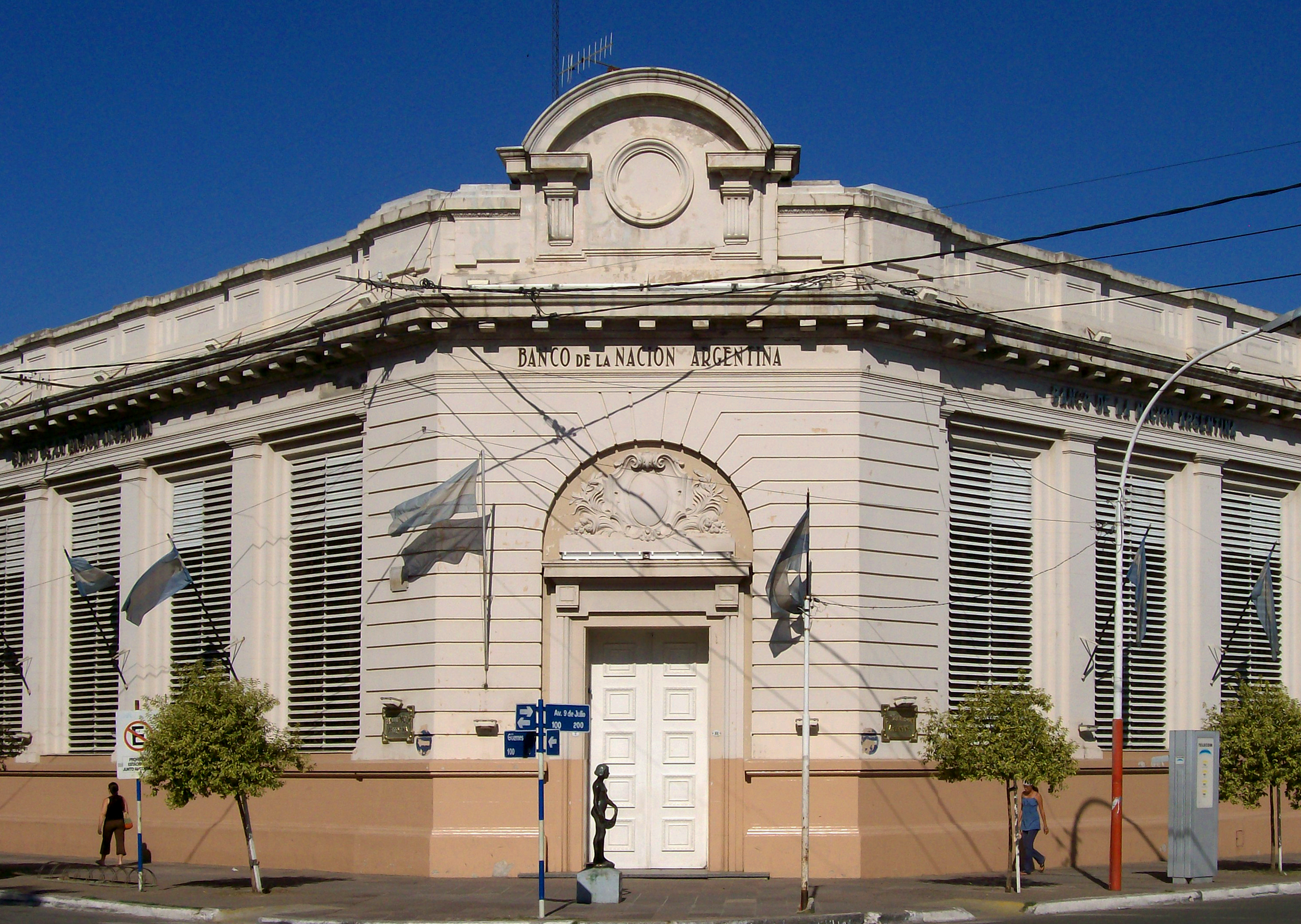
Банк у Ресістенсії

Майже одразу після заснування Ресістенсія стала важливим центром економіки провінції Чако. Її вплив підсилювався близькістю до порту Барранкерас, звідки відвантажувалася більшість місцевих товарів. Невдовзі у місті почали виникати численні маслоробки, виробництва таніну і текстилю, які використовували місцеву сировину. Скоро Ресістенсія перетворилася на одну з найбільших промислових зон Аргентини. Присутність у місті двох залізничних шляхів і пізніше першого аргентинського мосту через річку Парана зробила Ресістенсію важливим транспортним вузлом.
У 1970-х розпочався спад промисловості міста, але Ресістенсія й досі залишається найважливішим логістичним центром північного сходу Аргентини через своє вигідне географічне положення і доступність через різні шляхи сполучення (залізниця, аеропорт, автошляхи і річка).
У місті знаходяться виробництво металевих виробів, автомоторів і сільськогосподарських продуктів.
Туризм не має великого значення в економіці Ресістенсії. Найбільшою туристичною принадою є фестиваль скульптур Bienal Internacional de Esculturas, який проводиться що два роки. У місті є кілька готелів, один з яких п'ятизірковий.

## Клімат
Клімат міста субтропічний, без сухого сезону. Середня річна кількість опадів близько 1200 мм.
Температури влітку зазвичай дуже високі (близько 35 °C) з підвищеною вологістю повітря. Зими м'які, температура взимку рідко падає нижче 0 °C. За всю історію спостережень не зареєстровано жодного снігопаду у місті. Абсолютний максимум температури 42.3 °C, абсолютний мінімум −3.8 °C.
Найсильніші вітри — холодні південні і сухі й жаркі північно-східні.
У місті часті повені, найбільші з них відбулися 1962, 1982 і 1997 року.
| Клімат Ресістенсія                                                                               | Клімат Ресістенсія | Клімат Ресістенсія | Клімат Ресістенсія | Клімат Ресістенсія | Клімат Ресістенсія | Клімат Ресістенсія | Клімат Ресістенсія | Клімат Ресістенсія | Клімат Ресістенсія | Клімат Ресістенсія | Клімат Ресістенсія | Клімат Ресістенсія | Клімат Ресістенсія |
| Показник                                                                                         | Січ.               | Лют.               | Бер.               | Квіт.              | Трав.              | Черв.              | Лип.               | Серп.              | Вер.               | Жовт.              | Лист.              | Груд.              | Рік                |
| Абсолютний максимум, °C                                                                          | 41,8               | 42,1               | 40,7               | 39,1               | 35,5               | 32,3               | 35,5               | 38,0               | 40,5               | 41,7               | 43,5               | 42,3               | 43,5               |
| Середній максимум, °C                                                                            | 33,5               | 32,2               | 30,4               | 26,2               | 23,6               | 20,4               | 21,1               | 23,0               | 24,0               | 28,0               | 29,7               | 32,4               | 27,0               |
| Середня температура, °C                                                                          | 27,0               | 26,1               | 24,4               | 21,1               | 17,9               | 14,7               | 15,0               | 16,8               | 17,8               | 21,6               | 23,9               | 25,8               | 21,0               |
| Середній мінімум, °C                                                                             | 21,1               | 20,7               | 19,3               | 17,0               | 13,1               | 10,1               | 10,1               | 11,4               | 12,1               | 15,2               | 18,0               | 19,3               | 15,6               |
| Абсолютний мінімум, °C                                                                           | 10,6               | 9,0                | 5,8                | 2,1                | −3,2               | −4,7               | −3,8               | −4,1               | −1,4               | 1,4                | 5,8                | 7,7                | −4,7               |
| Норма опадів, мм                                                                                 | 148.0              | 171.2              | 200.0              | 284.9              | 97.0               | 87.5               | 47.3               | 49.5               | 81.3               | 123.7              | 158.1              | 108.2              | 1556.7             |
| Днів з опадами                                                                                   | 9                  | 9                  | 10                 | 11                 | 8                  | 9                  | 7                  | 6                  | 8                  | 9                  | 11                 | 8                  | 105                |
| Вологість повітря, %                                                                             | 71                 | 75                 | 78                 | 83                 | 82                 | 83                 | 80                 | 76                 | 74                 | 71                 | 73                 | 69                 | 76                 |
| ------------------------------------------------------------------------------------------------ | ------------------ | ------------------ | ------------------ | ------------------ | ------------------ | ------------------ | ------------------ | ------------------ | ------------------ | ------------------ | ------------------ | ------------------ | ------------------ |
| Джерело: Servicio Meteorológico Nacional, Oficina de Riesgo Agropecuario (record highs and lows) |                    |                    |                    |                    |                    |                    |                    |                    |                    |                    |                    |                    |                    |

## Транспорт
Ресістенсія є важливим транспортним вузлом, який має такі шляхи сполучення:
- автомобільні:
  - національна траса № 11 поєднує Ресістенсію з Буенос-Айресом і Формосою[3]
  - національна траса № 16 поєднує Ресістенсію з Сальтою, а також є важливим шляхом до Бразилії і Чилі[3]
  - національна траса № 12 поєднує Ресістенсію з Параною і Посадасом
  - провінціальна траса № 63[4]
- залізничні:
  - залізниця імені генерала Бельграно
  - залізниця Санта-Фе (зараз не працює)
- міжнародний аеропорт — один з найважливіших в Аргентині
- річковий порт на Парані

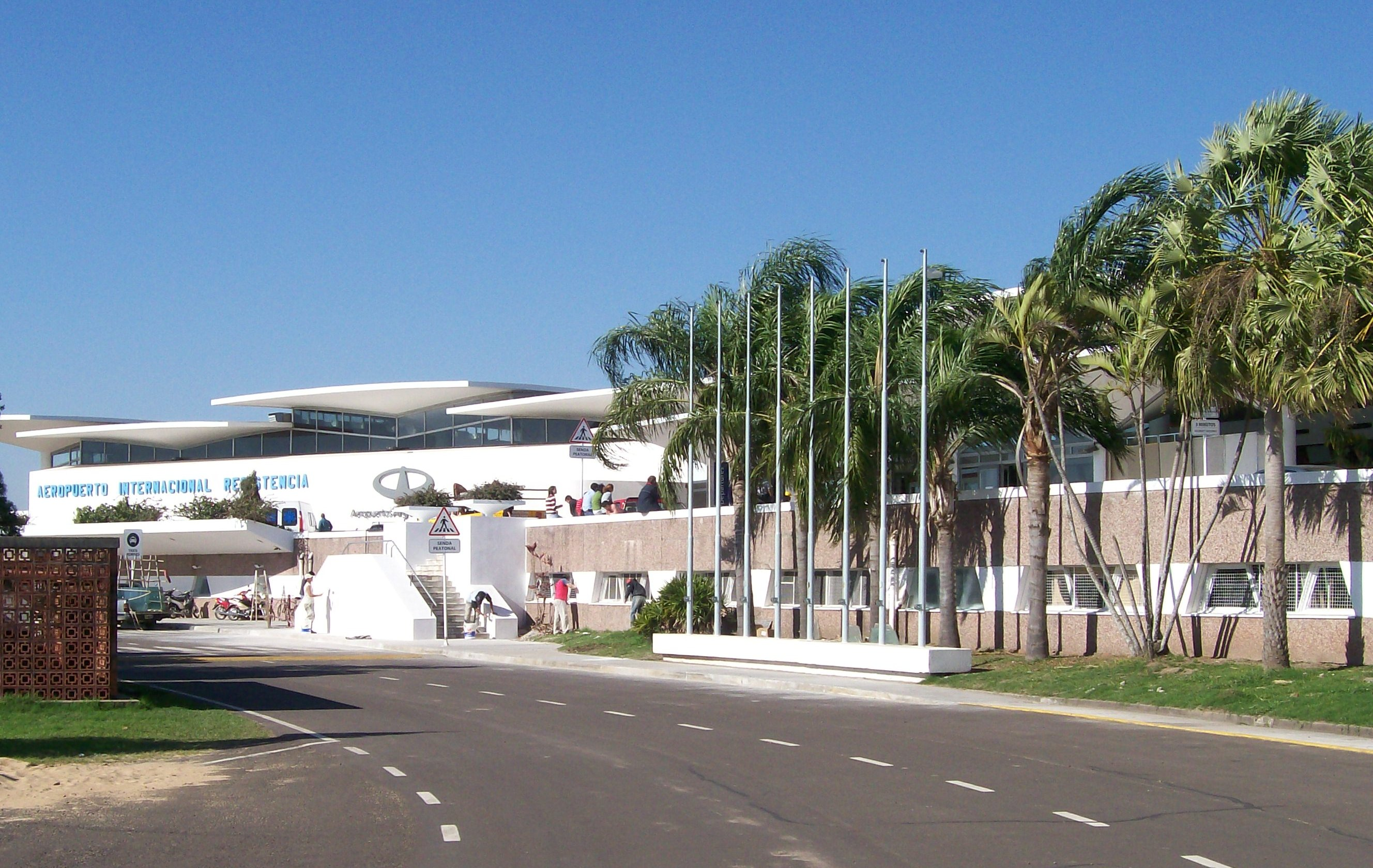
Пасажирський термінал аеропорту Ресістенсії
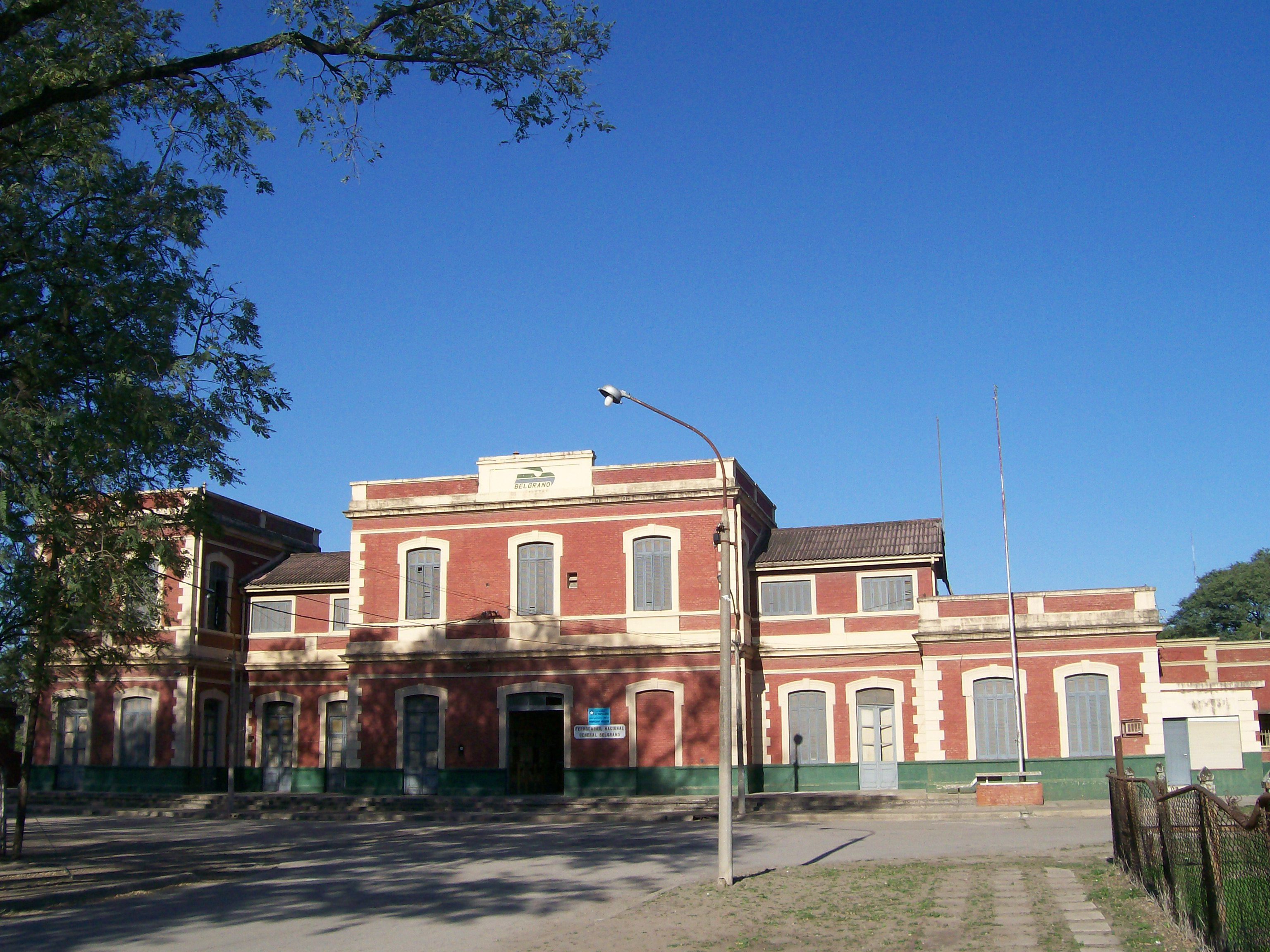
Залізничний вокзал

## Освіта

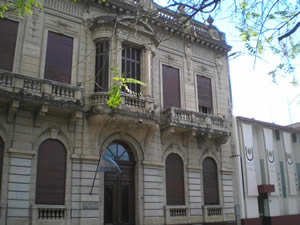
Ректорат Національного університету Північного Сходу

У Ресістенсії знаходиться велика кількість навчальних закладів усіх рівнів.
Зараз у місті два державних університети:
- Національний університет Північного Сходу (ісп. Universidad Nacional del Nordeste), заснований 1956 року
- регіональне відділення Національного Технологічного Університету (ісп. Universidad Tecnológica Nacional), заснований 1960 року

Також у місті налічується декілька приватних вишів.

## Міста-побратими
- Італія, Удіне, з 1993. Місто Ресістенсія було заселене вихідцями з Удіне, тому міста побраталися.
- Італія, Тренто, з 2002.
- Парагвай, Асунсьйон, з 17 листопада 2006. Парагвайська община Ресістенсії велика та впливова.
- Бразилія, Сан-Вісенті (Сан-Паулу), з 2006.[5]

## Уродженці
- Рамон М'єрес (* 1997) — аргентинський футболіст.

## Фотогалерея

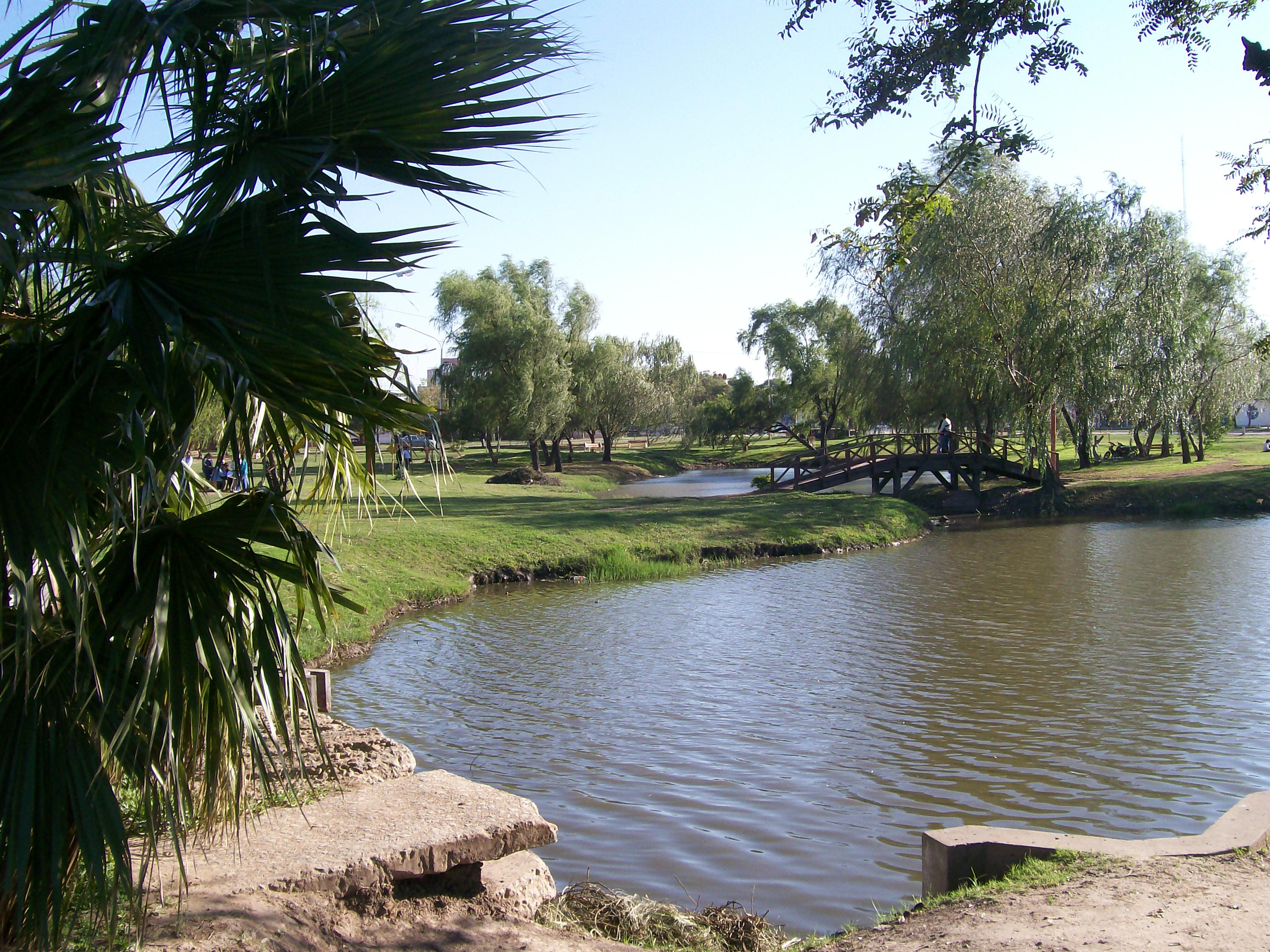
Парк
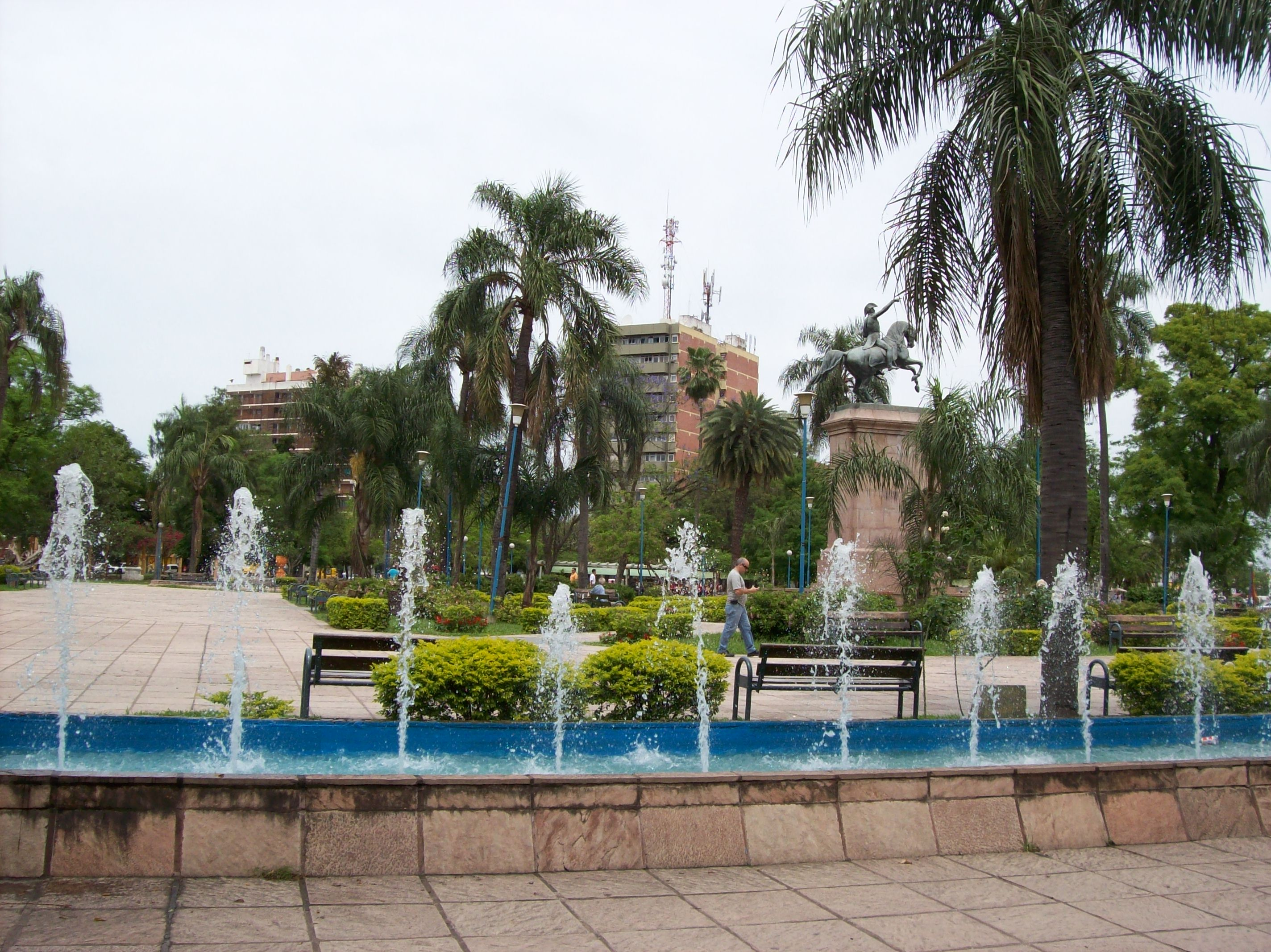
Головна площа міста
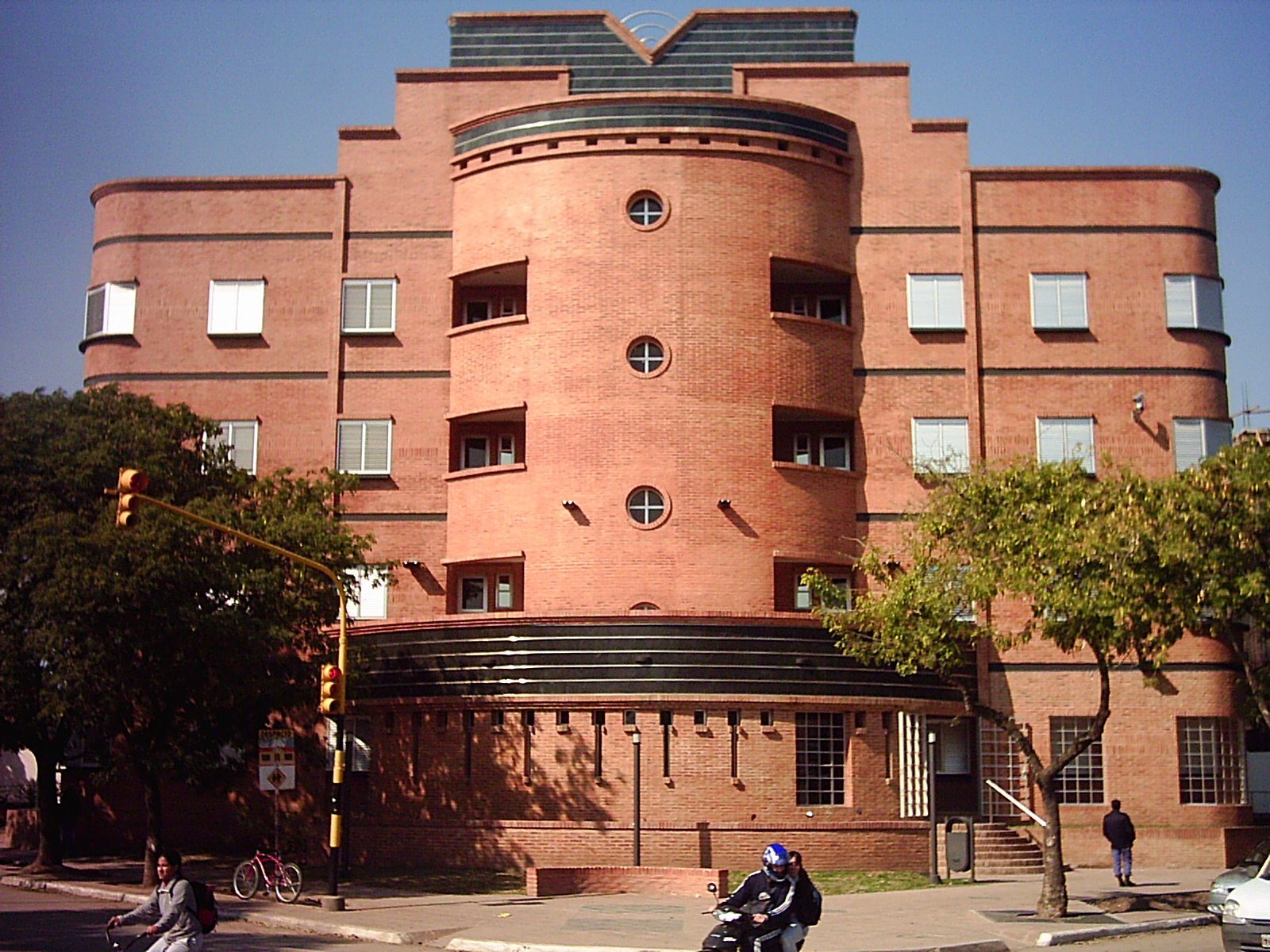
Палац правосуддя
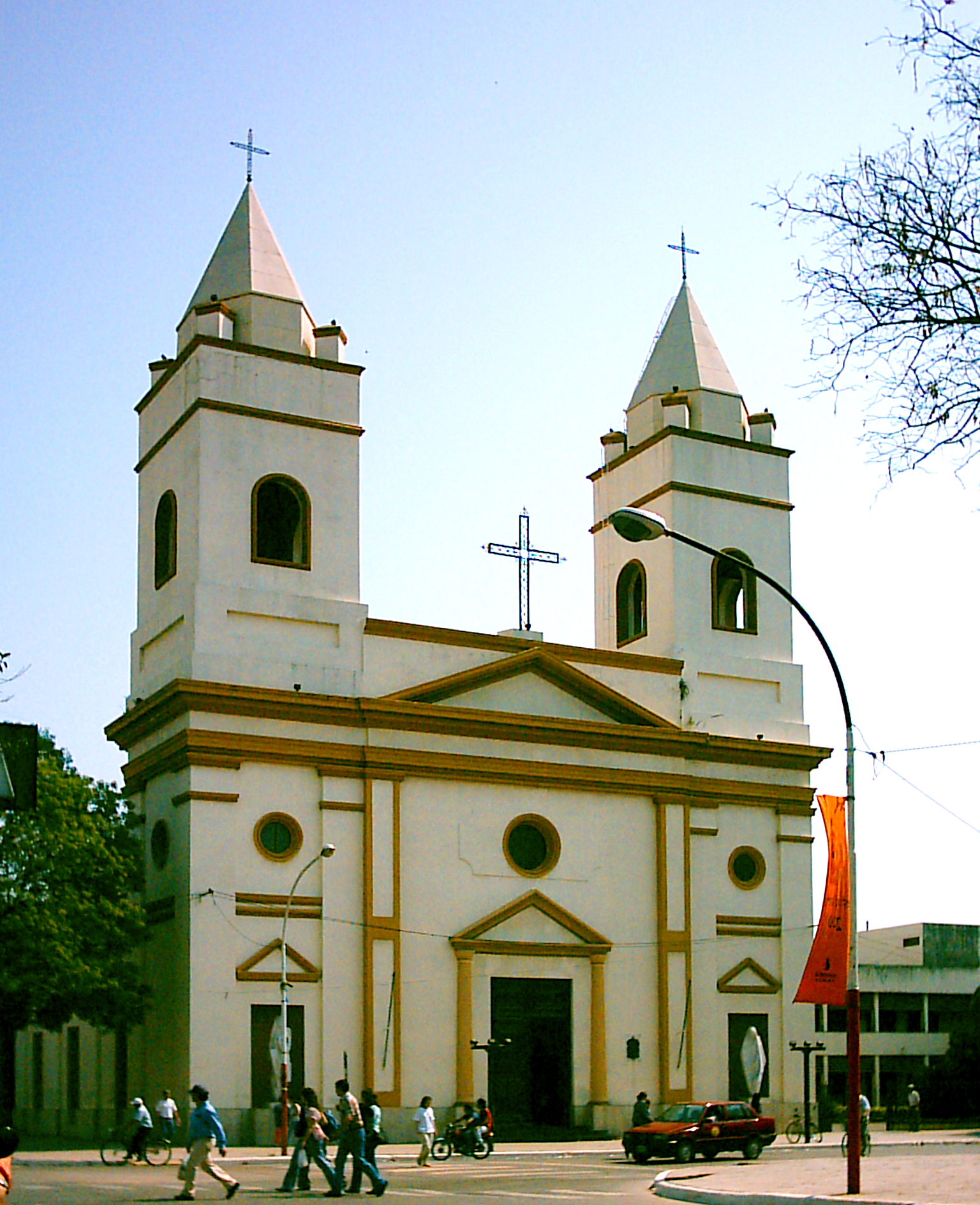
Кафедральний собор
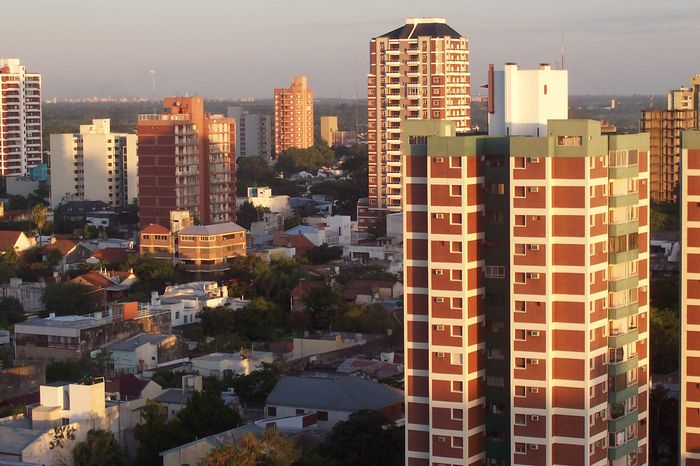
Ресістенсія згори